# ピーター・パウ
ピーター・パウ（Peter Pau Tak-Hei, 繁体字: 鮑德熹、1952年 - ）は、香港の撮影監督である。『グリーン・デスティニー』によりアカデミー撮影賞を受賞した。
姉は女優のパウ・ヘイチンである。
小惑星34420 Peterpauは彼にちなんで命名されている。

## 主なフィルモグラフィ
- 狼/男たちの挽歌・最終章 喋血雙雄 (1989)
- テラコッタ・ウォリア 秦俑 古今大戰秦俑情 (1989)
- 香港淫殺倶楽部/ポイズン・ガールズ あぶないカ・ラ・ダ 赤裸羔羊 (1994)
- 夜半歌聲/逢いたくて、逢えなくて 夜半歌聲 (1995)
- 金玉満堂/決戦!炎の料理人 金玉滿堂 (1995)
- タオの伝説 Warriors of Virtue (1997)
- ダブルチーム Double Team (1997)
- アンナ・マデリーナ 安娜瑪徳蓮娜 (1998)
- チャイルド・プレイ/チャッキーの花嫁 Bride of Chucky (1998)
- グリーン・デスティニー 臥虎藏龍 (2000)
- ドラキュリア Dracula 2000 (2000)
- 北京ロック 北京楽興路 (2000)
- わすれな草 半支煙 (2001)
- PROMISE 無極 (2005)
- シューテム・アップ Shoot 'Em Up (2007)
- ドラゴン・キングダム The Forbidden Kingdom (2008)
- 孔子の教え 孔子 (2010)
- スペシャルID 特殊身分 特殊身份 (2013)
- 魔界戦記～雪の精と魔法のクリスタル～ 钟馗伏魔：雪妖魔灵 (2015)